# NRG
NRG – koncern powstały w wyniku połączenia firm Nashuatec, Rex-Rotary, Gestetner. Największy na świecie koncern produkujący kserokopiarki, drukarki, skanery oraz urządzenia wielofunkcyjne. NRG został wykupiony przez firmę Ricoh. Obecnie koncern produkuje urządzenia biurowe, do produkcji oraz archiwizacji dokumentów. Maszyny sprzedawane są pod markami, z których wywodzi się koncern i są to identyczne urządzenia, różniące się tylko etykietą.